# 名聲大噪
《名聲大噪》（英語：Smash），是一部美國音樂連續劇，由特蕾莎·雷貝克（Theresa Rebeck）創作，史提芬·史匹堡（Steven Spielberg）有份協助製作。
這部劇集於2012年2月6日在美國NBC電視台首播，由夢工場電視（DreamWorks Television）製作。
現時除了Diva Universal亞洲將於2012年3月19日引入《名聲大噪》之外，沒有其他華人地區的電視台有宣佈要引入此劇。

## 劇情概述
《名聲大噪》主要圍繞創作一部基於瑪麗蓮·夢露（Marilyn Monroe）一生的新音樂劇。當音樂劇製作開始後，眾人都要在各自的混亂生活與舞台生活間作出平衡。劇集中的原創音樂是由馬克·沙文（Marc Shaiman）和斯科特·威德曼（Scott Whittman）創作。

## 演員與角色

### 主要角色
- 黛博拉·梅辛 飾 Julia Houston[6]，音樂劇的創作人和編劇之一，也是作曲家和填詞人。
- 傑克·達文波特（Jack Davenport） 飾 Derek Wills[6]，音樂劇的導演。
- 凱薩琳·麥菲（Katharine McPhee） 飾 Karen Cartwright[6]，從艾奧瓦州來的女孩，在面試夢露一角中表現出色，是該角色的有力競爭者。
- 克里斯汀·鮑勒 飾 Tom Levitt[6]，Julia在夢露音樂劇的拍檔。
- 梅根·希蒂（Megan Hilty） 飾 Ivy Lynn[6]，百老匯一位老練的演員，在Karen面試前是最有可能飾演夢露一角的人。
- 拉薩·傑佛瑞 飾 Dev Sundaram[6]，Karen的同居男友，在市長辦公室工作。
- 布萊恩·德亞西·詹姆斯（Brian d'Arcy James） 飾 Frank Houston[6]，Julia的丈夫，不喜歡舞台和所有她與Tom一起製作的作品。
- 詹米·塞佩羅（Jaime Cepero） 飾 Ellis Tancharoen[6][7]，Tom的私人助理。
- 安杰丽卡·休斯顿 飾 Eileen Rand[6]，音樂劇的製作人，正與她的丈夫處理離婚事務，而她的離婚很可能破壞到夢露音樂劇的進行。

### 常设角色
- 米高爾·克里斯托弗（Michael Cristofer） 飾 Jerry，Eileen即將離婚的丈夫，曾是她的製作人拍檔。劇中一個反覆出現的幽默橋段是Eileen把飲料潑到Jerry的臉上。
- 威爾·蔡斯（Will Chase） 飾 Michael Swift，音樂劇界的明星，曾與Julia有過婚外情，[8]現飾演夢露音樂劇中喬迪馬喬（Joe DiMaggio）的角色。[9]
- 韋斯利·泰勒（Wesley Taylor） 飾 Bobby，和音之一，勇於表達自己的意見。[10]
- 格蕾絲·甘瑪（Grace Gummer） 飾 Eileen和Jerry的女兒[11]。
- 薩曼娜·威斯（Savannah Wise） 飾 Jessica，與Karen交友的舞蹈員。[12]
- 菲力普·斯巴斯（Phillip Spaeth） 飾 Dennis，[13]Ivy的朋友，舞蹈員，與Tom曾有關係。
- 奧瑪·花曼（Uma Thurman） 飾 Rebecca Duvall[14]，大牌電影明星，想在夢露音樂劇中演出，將有五集故事線。[15]
- 托爾斯滕·祈（Thorsten Kaye） 飾 Nick，與Eileen調情的酒保。[16]
- 約書亞·貝加斯（Joshua Bergasse） 飾 Josh，夢露音樂劇的編舞助理。
- 艾莫瑞·柯恩（Emory Cohen） 飾 Leo Houston，Julia與Frank的兒子。
- 曼蒂·科文（Maddie Corman） 飾 Rene Walters，收養機構的工作人員，正幫助Houston一家領養一個中國孩子。
- 芬娜蒂·斯提維斯（Finnerty Steeves） 飾 Moira，夢露音樂劇中一位工作人員。
- 貝奇·安·貝克（Becky Ann Baker） 飾 Karen的母親。現實中是飾演Karen父親的演員迪倫貝克的妻子。
- 迪倫·貝克（Dylan Baker） 飾 Roger Cartwright，Karen的父親。
- 珍妮佛·依克達（Jennifer Ikeda） 飾 Lianne，Karen工作的餐廳的一位女侍應。
- 艾莎·戴維斯（Eisa Davis） 飾 Abigial，Eileen的離婚律師。

## 製作

### 構思

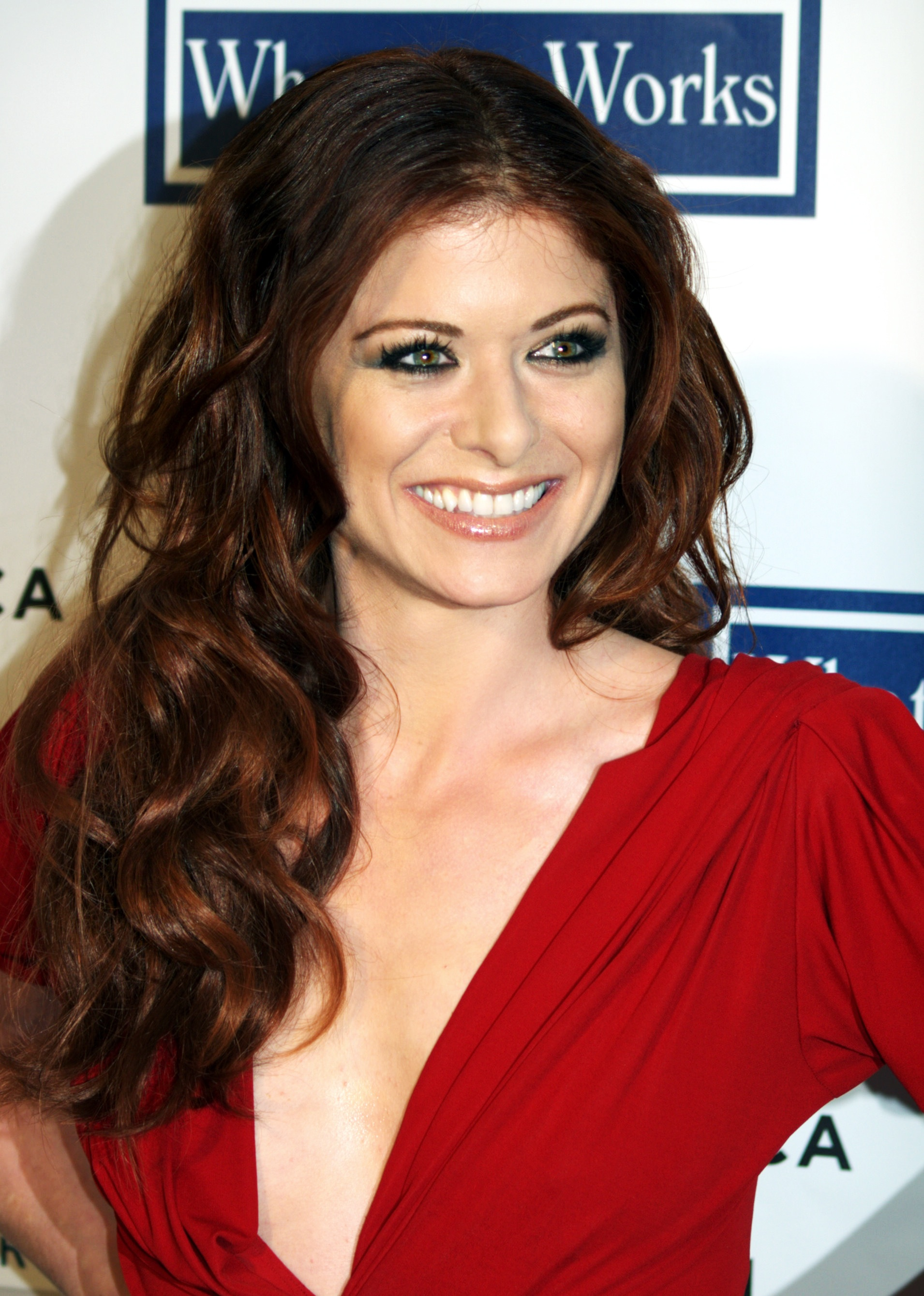
黛博拉·梅辛（Debra Messing），《名聲大噪》的主演之一，曾是NBC情景喜劇《威爾與格蕾絲》（Will & Grace）的女主角。

《名聲大噪》的製作自2009年便開始。原本史提芬·史匹堡構思了這部劇集的概念，並為此進行了多年工作，其後當時Showtime電視台的娛樂主管羅伯特·格林布拉特（Robert Greenblatt）與史匹堡合作開始發展這部劇集。原本構思是想每季都圍繞一部新的音樂劇，而且如果這些「音樂劇」值得登上舞台，史匹堡更考慮會將它放在真正的百老匯舞台上演出。這部節目的靈感來源主要是NBC的經典政治劇《白宮群英》（The West Wing）和英國ITV的經典時代劇《樓上樓下》（Upstairs, Downstairs）。格林布拉特於2011年1月過檔到NBC後將這部節目也帶過去，並由特蕾莎·雷貝克負責創作《名聲大噪》和撰寫首播集劇本，而雷貝克是由執行製作克雷格·薩坦（Craig Zadan）與尼爾·邁倫（Neil Meron）推薦給史匹堡和格林布拉特。NBC在2011年1月預訂製作《名聲大噪》的試播集，並在2011至2012年度電視季度上的推出這部節目。
米高爾·梅耶（Michael Mayer）執導了首播集，史匹堡並擔任了執行製作之一。單單首播集就耗費了NBC約750萬美元生產。在2011年5月11日，NBC正式計劃投入將這構思發展為劇集。當四天後NBC電視網公佈他們在2011至2012年度的節目表時，這部節目的首播被置於季中時段播出。NBC選擇將這部節目留到季中播映是因為要將它與真人秀《美國之聲》（The Voice）配搭一起在週一晚上推出。同年8月1日，NBC公佈《名聲大噪》將定於翌年2月6日首播，是超級碗後的首晚，同時亦在冬季初作出大量《名聲大噪》的推廣來配合。在NBC的節目巡禮裡，官方宣佈《名聲大噪》將有15集，以配合《美國之聲》的播放。

### 劇組人員
《名聲大噪》是環球電視（Universal Television）與夢工場（DreamWorks）。特蕾莎雷貝克是此劇的創作人，並寫了試播集的劇本。此劇亦有數目很多的執行製作，包括史蒂芬·史匹堡、克雷格·薩坦、尼爾·邁倫、雷貝克、戴洛爾·法蘭克（Darryl Frank）、賈斯汀·法爾維（Justin Falvey）。馬克·沙文和斯科特·威德曼也是執行製作，同時兼任作曲家。

### 音樂
在2011年6月9日，NBC宣佈與哥倫比亞唱片（Columbian Records）簽訂合同推出《名聲大噪》的原聲音樂，給予了哥倫比亞唱片第一季歌曲的全球版權。這份合同容許了唱片公司可以在原聲帶收錄劇集原創或翻唱的歌曲。

## 收視率
《名聲大噪》的首播集奪得了1144萬觀眾，並在18-49歲觀眾收視率獲得3.8/10的佳績，也是2011至2012年度電視季度第三高首播集收視率的新劇，排名僅次於《童話鎮》（Once Upon a Time ）及《觸摸未來》（Touch）之後。《名聲大噪》首播集也成為了該年度10時檔期節目收視最高之節目，也是NBC自2008年11月以來在該檔期奪得最高的收視率和觀眾人數。可是之後幾集《名聲大噪》的收視率不斷下降，至2月27日播出的第四集只剩下了660萬觀眾和2.3/6的收視率。

## 資料來源
1. . 台灣索尼音樂娛樂股份有限公司.   [2025-04-28] （美国英语）.
2. ↑  Seidman, Robert. . TV by the Numbers. August 1, 2011  [August 1, 2011]. （原始内容存档于2016-03-04）.
3. ↑  Morabito, Andrea. . Broadcasting & Cable. May 11, 2011  [June 10, 2011]. （原始内容存档于2011-05-18）.
4. 1 2 3 4 5 6 7  Andreeva, Nellie. . Deadline.com. May 15, 2011  [June 10, 2011]. （原始内容存档于2013-10-13）.
5. ↑  . Diva Universal.   [March 3, 2012]. （原始内容存档于2012年3月23日）.
6. 1 2 3 4 5 6 7 8 9  .   [2012-03-03]. （原始内容存档于2012-02-05）.
7. ↑  Dagger, Peter. . The Callboard. BroadwayBrands. April 26, 2011  [January 15, 2011]. （原始内容存档于2012年1月29日）.
8. ↑  .   [2012-03-05]. （原始内容存档于2012-04-03）.
9. ↑  Stack, Tim. . Entertainment Weekly. January 27, 2012, (1191): 48–49.
10. ↑  Gans, Andrew. . Playbill.com. Playbill, Inc. December 2, 2011  [December 2, 2011]. （原始内容存档于2011年12月4日）.
11. ↑  . Broadway.com. Broadway.com. November 17, 2011  [February 1, 2012]. （原始内容存档于2016-03-03）.
12. ↑  Broadway.com Staff. . BROADWAY BUZZ. October 3, 2011  [2014-11-07]. （原始内容存档于2016-03-04） （英语）.
13. ↑  .   [2012-03-05]. （原始内容存档于2017-04-15）.
14. ↑  . The Huffington Post. February 27, 2012  [February 28, 2012]. （原始内容存档于2016-03-03）.
15. ↑  . The Futon Critic. NBC. December 8, 2011  [December 8, 2011].
16. ↑  on "Smash" Role for former "All My Children" Actor/  请检查|url=值 (帮助).[]
17. ↑  Littleton, Cynthia. . Variety. September 22, 2009  [June 10, 2011]. （原始内容存档于2012-11-08）.
18. 1 2 3 4 5  Green, Jesse. . New York. January 2, 2012  [January 16, 2012]. （原始内容存档于2020-08-12）.
19. ↑  Andreeva, Nellie. . Deadline.com. January 21, 2011  [June 10, 2011]. （原始内容存档于2013-10-13）.
20. ↑  Masters, Kim; Guthries, Marisa. . The Hollywood Reporter. May 20, 2011  [June 10, 2011]. （原始内容存档于2018-11-16）.
21. ↑  Carter, Bill; Stelter, Brian. . The New York Times. May 16, 2011  [June 10, 2011].
22. ↑  .   [2012-03-03]. （原始内容存档于2012-01-11）.
23. ↑  .   [2012-03-03]. （原始内容存档于2013-05-30）.
24. ↑  Sepinwall, Alan. . HitFix. HitFix.com. August 1, 2011  [January 15, 2012]. （原始内容存档于2016-03-03）.
25. ↑  Andreeva, Nellie. . Deadline.com. June 9, 2011  [June 10, 2011]. （原始内容存档于2014-07-14）.
26. ↑  .   [2012-03-03]. （原始内容存档于2012-03-02）.
27. ↑  .   [2012-03-03]. （原始内容存档于2012-02-09）.
28. ↑  .   [2012-03-03]. （原始内容存档于2018-06-15）.
29. ↑  .   [2012-03-03]. （原始内容存档于2014-12-10）.
30. ↑  .   [2012-03-03]. （原始内容存档于2012-02-09）.
31. ↑  .   [2012-03-03]. （原始内容存档于2012-03-01）.

## 外部連結
- 官方网站
- 名聲大噪的Facebook專頁
- 名聲大噪的X（前Twitter）
- 互联网电影数据库（IMDb）上《名聲大噪》的资料（英文）